# Temple protestant de Reims
Le temple protestant de Reims est un édifice religieux situé 13 bis boulevard Lundy, à Reims. La paroisse est membre de l'Église protestante unie de France.

## Histoire
En 1833, la ville de Reims, longtemps tenue par la Ligue catholique, accepte un retour officiel du culte protestant, principalement grâce à l'influence des négociants de champagne d'origines allemandes Johann-Joseph Krug ou Charles Heidsieck. Le culte est d'abord donné par les pasteurs Lippold et Debray au 2 rue du Tambour. En 1841, l’ancienne chapelle des Magneuses, 37 rue de la Pierrière, est affectée au culte. En 1867, le culte se fait boulevard Lundy dans un ancien fouloir aménagé par l'architecte Narcisse Brunette.

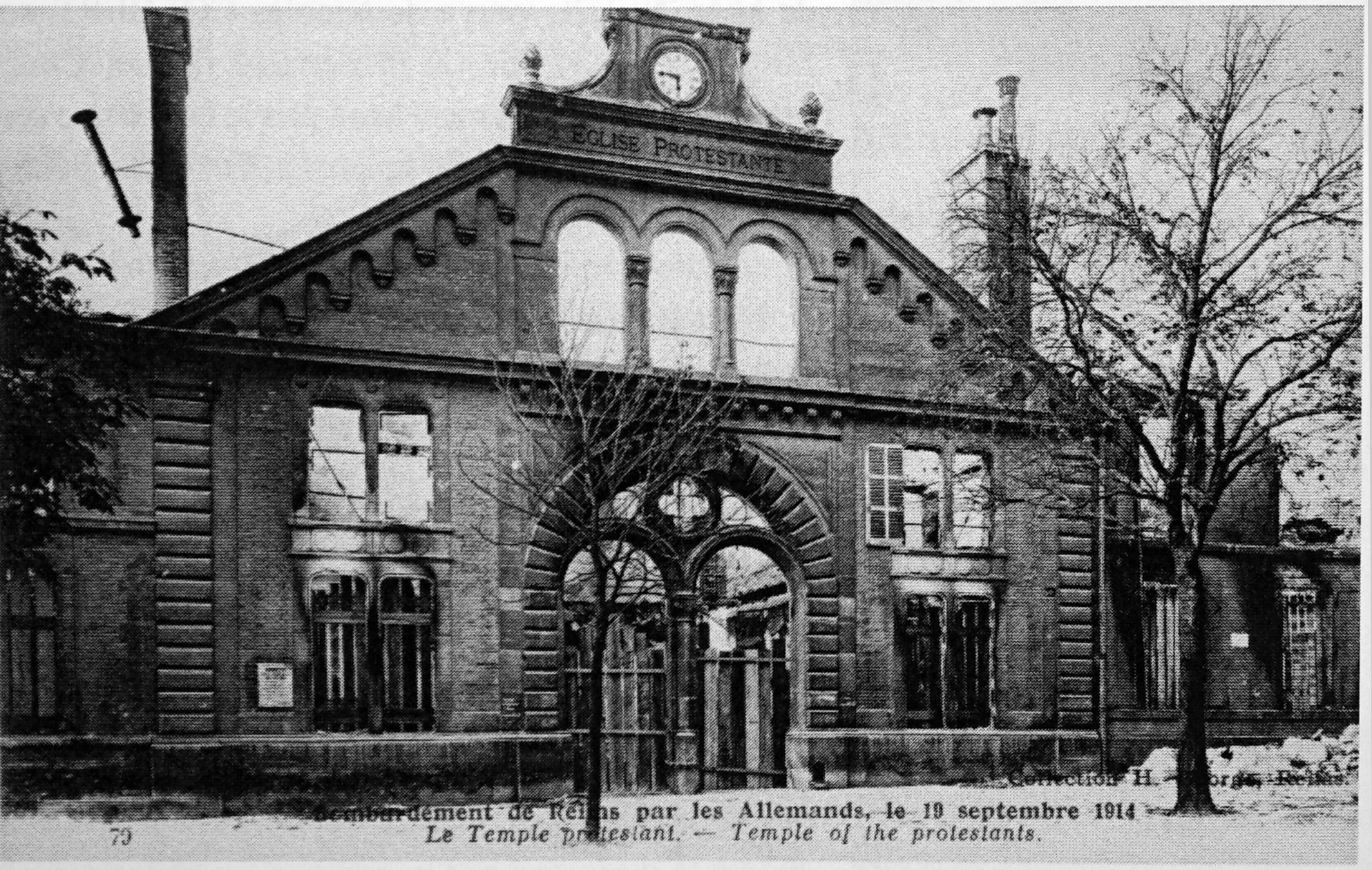
Le temple détruit lors de la Grande guerre.

Le temple est détruit pendant la Première Guerre mondiale. Il est reconstruit selon les plans de l'architecte Charles Letrosne. La première pierre de l'édifice actuel fut posée le 23 octobre 1921. Il est inauguré le 24 juin 1923.

## Description
Les peintures murales en Art déco de Gustave Louis Jaulmes, né à Lausanne d’un pasteur français et d’une mère franco-britannique, décorateur du Temple en 1923, ont été couvertes d'une peinture blanche en 1973, mais on peut toujours y voir les vitraux de Jacques Gruber, notamment le vitrail central qui représente quatre figures de la Réforme protestante du XVIe siècle (Bèze, Farel, Zwingli et Calvin).
Le temple protestant de Reims a bien été reconstruit dans le style néogothique et selon un plan en croix latine. Ces caractéristiques semblent bien exceptionnelles dans l’architecture religieuse protestante selon Paul Grojeanne. Mais il semblerait qu’il s’agissait surtout d’inscrire le projet architectural dans la tradition de cet « art si français » qu’est l’art gothique. Les vitraux sont de Jacques Grüber et la décoration, aujourd'hui disparue était de Gustave Louis Jaulmes et d'inspiration Art déco. L’enjeu n’est pas négligeable pour une communauté dont les notables descendent de négociants allemands. De la même façon, Luther ne figure pas sur le vitrail consacré aux Pères fondateurs de la Réforme. Finalement, un monument plus proche de l’esprit de la Haute Église que de la tradition calviniste. La décoration intérieure a été amplement remaniée et simplifiée en 1973.
Une chapelle wesleyenne avait été construite pour les employées de l'usine anglaise de peignage de laine Lister & Holden, en 1877, sur le terrain de cette même usine, rue des Moissons. Le culte y fut célébré en anglais jusqu'à la guerre de 1914-1918. Les pasteurs, en 1877 étaient Paumier et Labourgade.

## Les orgues
Le temple protestant de Reims a abrité un orgue romantique belge du célèbre organier Joseph Merklin en 1868, détruit lors de la Première Guerre mondiale.
En 1923 est construit sur la tribune un orgue néoclassique de 11 jeux de Haerpfer, dont il ne reste aujourd'hui que le positif de dos, pastiche.
Actuellement, se trouve un orgue néo-baroque construit par le pasteur du temple, Pierre Valloton, de 1972 à 1976. Ce dernier voulait construire un instrument monumental qui puisse faire vibrer les murs de son vaisseau.
Pour ce faire, Pierre Valloton composa son orgue à partir de divers instruments vendus ou donnés. La provenance des 3 999 tuyaux est très éclectique :
- 11 jeux proviennent de Haerpfer ;
- 1 jeu vient de Jean-André Silbermann ;
- 26 jeux viennent de Goll  (facture suisse) ;
- 3 jeux d'anches proviennent de Daublaine ;
- 2 jeux proviennent de Laukuff ;
- 3 jeux de montre proviennent de Klein ;
- le jeu de clochettes a été construit par Pierre Valloton.

L'orgue du Temple compte 54 jeux, répartis sur cinq claviers et pédalier. C'est le seul instrument de Reims a posséder autant de plans sonores (même si l'orgue de l'église Saint-Nicaise a eu cinq claviers entre les années 1955 et 1987). Voici la composition :
| I - Positif de Dos | II - Grand-Orgue    | III - Écho Expressif | IV - Pectoral              | V - Résonance     | Pédale                |
| ------------------ | ------------------- | -------------------- | -------------------------- | ----------------- | --------------------- |
| Bourdon 8'         | Bourdon 16'         | Flûte Creuse 8'      | Petit Bourdon 8'           | Bourdon 32'       | (Pas de jeux propres) |
| Prestant 4'        | Montre 8'           | Salicional 8'        | Flûte à Fuseau 4'          | Flûte 16'         |                       |
| Flûte Conique 4'   | Bourdon 8'          | Unda Maris 8'        | Principal 2'               | Bourdon 8'        |                       |
| Nasard 2 2/3       | Prestant 4'         | Cor de Daim 4'       | Sifflet 1'                 | Cor de Chamois 8' |                       |
| Doublette 2'       | Grosse Tierce 3 1/5 | Nasard 2 2/3         | Sesquialtera II            | Quinte 5 1/3      |                       |
| Tierce 1 3/5       | Quinte 2 2/3        | Doublette 2'         | Cymbale de Clochettes VIII | Flûte 4'          |                       |
| Larigot 1 1/3      | Quarte de Nasard 2' | Tierce 1 3/5         | Dulzaina en Chamade 16'    | Doublette 2'      |                       |
| Fourniture III     | Tierce 1 3/5        | Carillon III         | Trompette en Chamade 8'    | Tertian II        |                       |
| Cromorne 8'        | Cornet V            | Plein Jeu III        |                            | Fourniture III    |                       |
|                    | Fourniture V        | Ranquette 16'        |                            | Bombarde 16'      |                       |
|                    | Cymbale III         | Trompette 8'         |                            | Trompette 8'      |                       |
|                    | Trompette 8'        |                      |                            | Clairon 4'        |                       |
|                    | Voix Humaine 8'     |                      |                            |                   |                       |
|                    | Clairon 4'          |                      |                            |                   |                       |

## Galerie de photographies

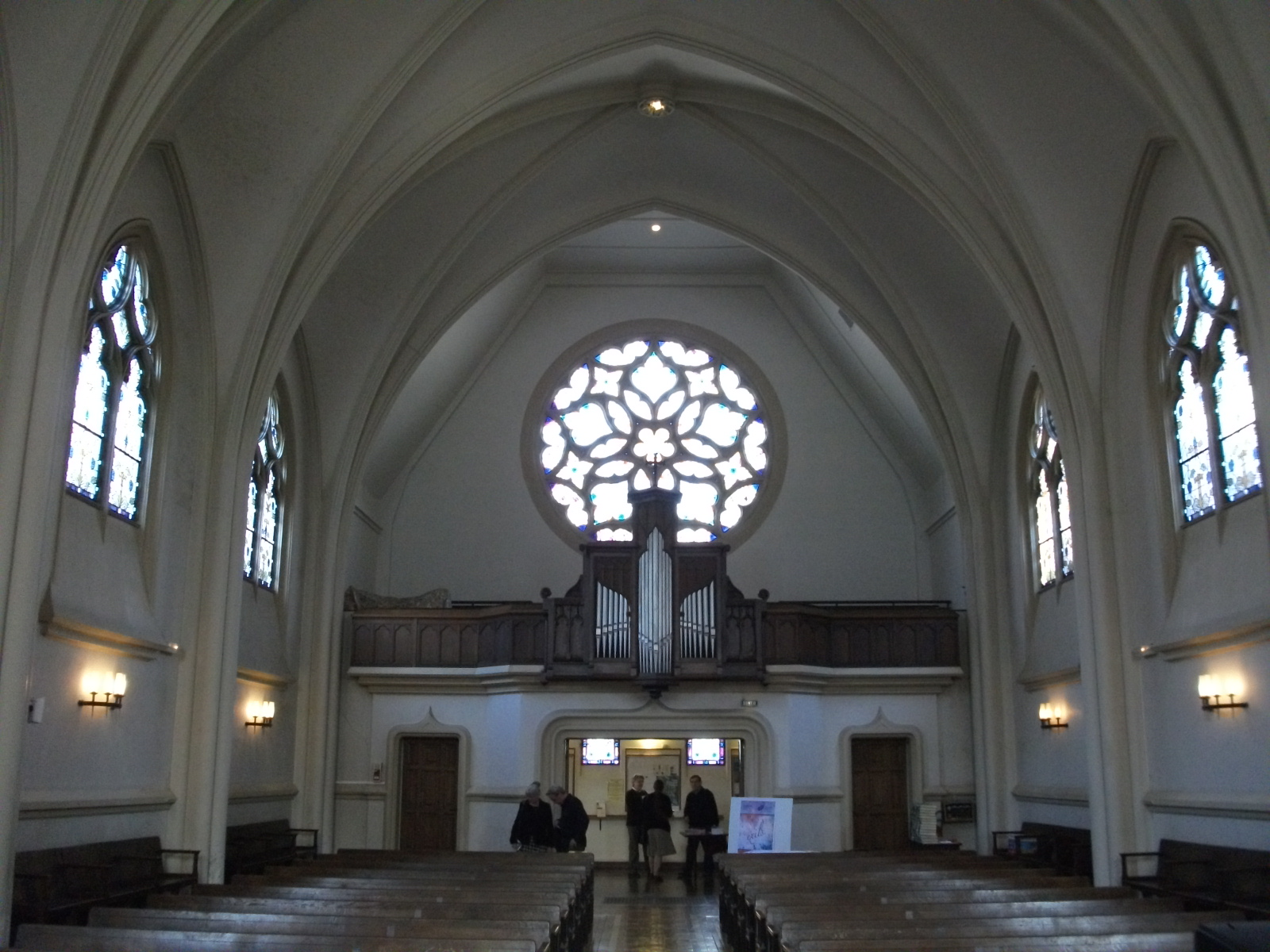
L'orgue de tribune devant la rosace.
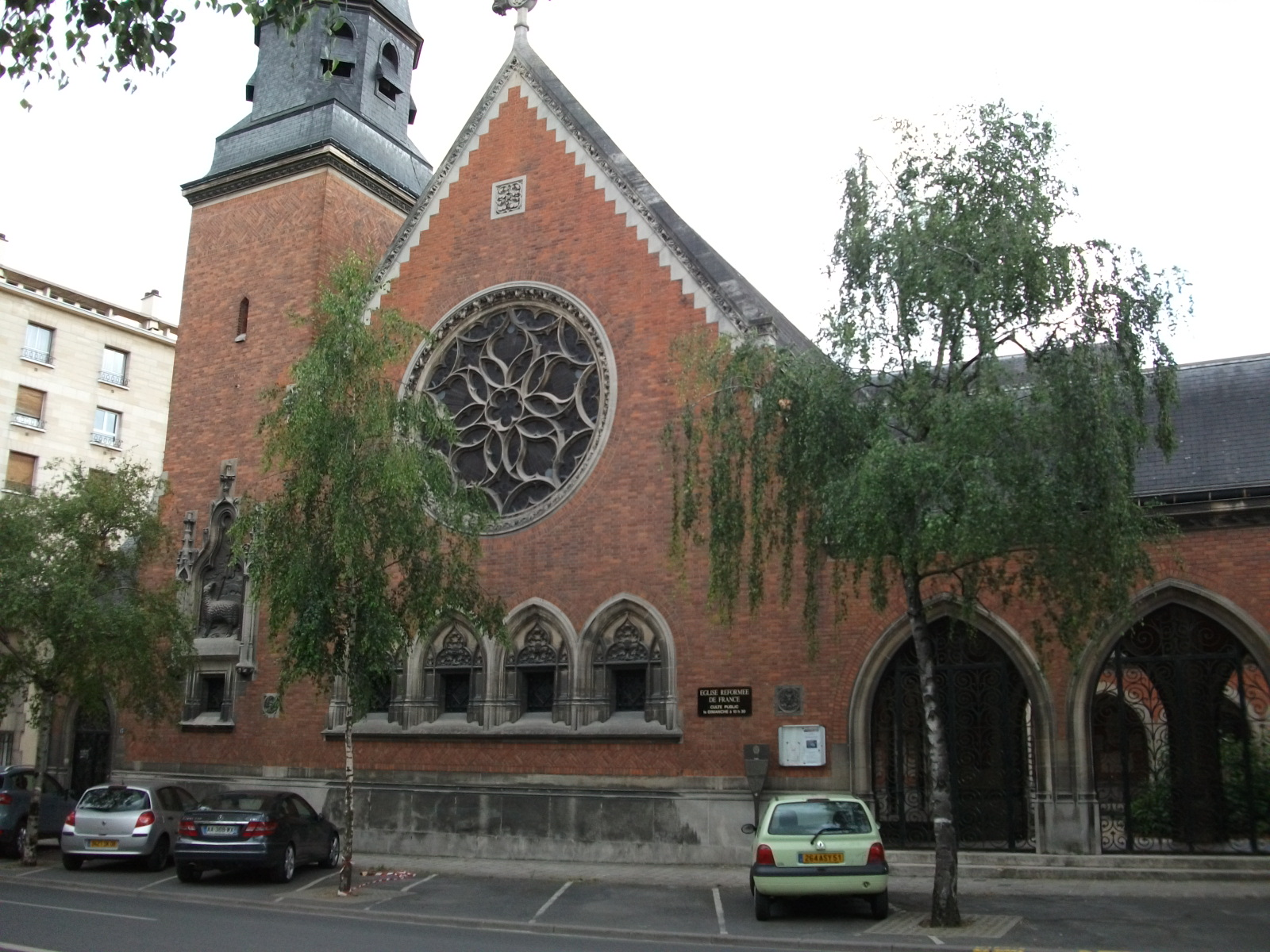
La façade sur rue.
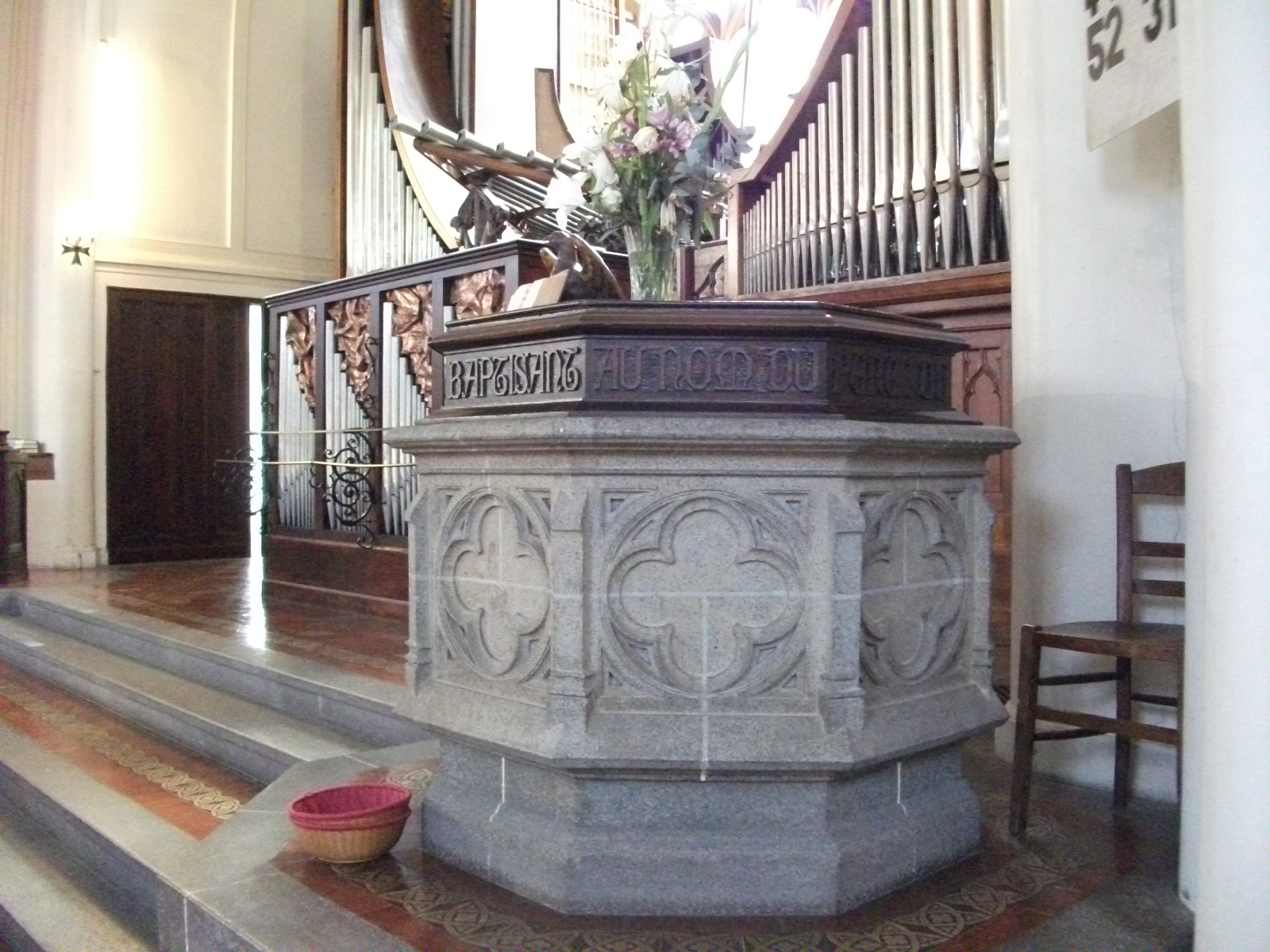
Fonts baptismaux et grand-orgue.
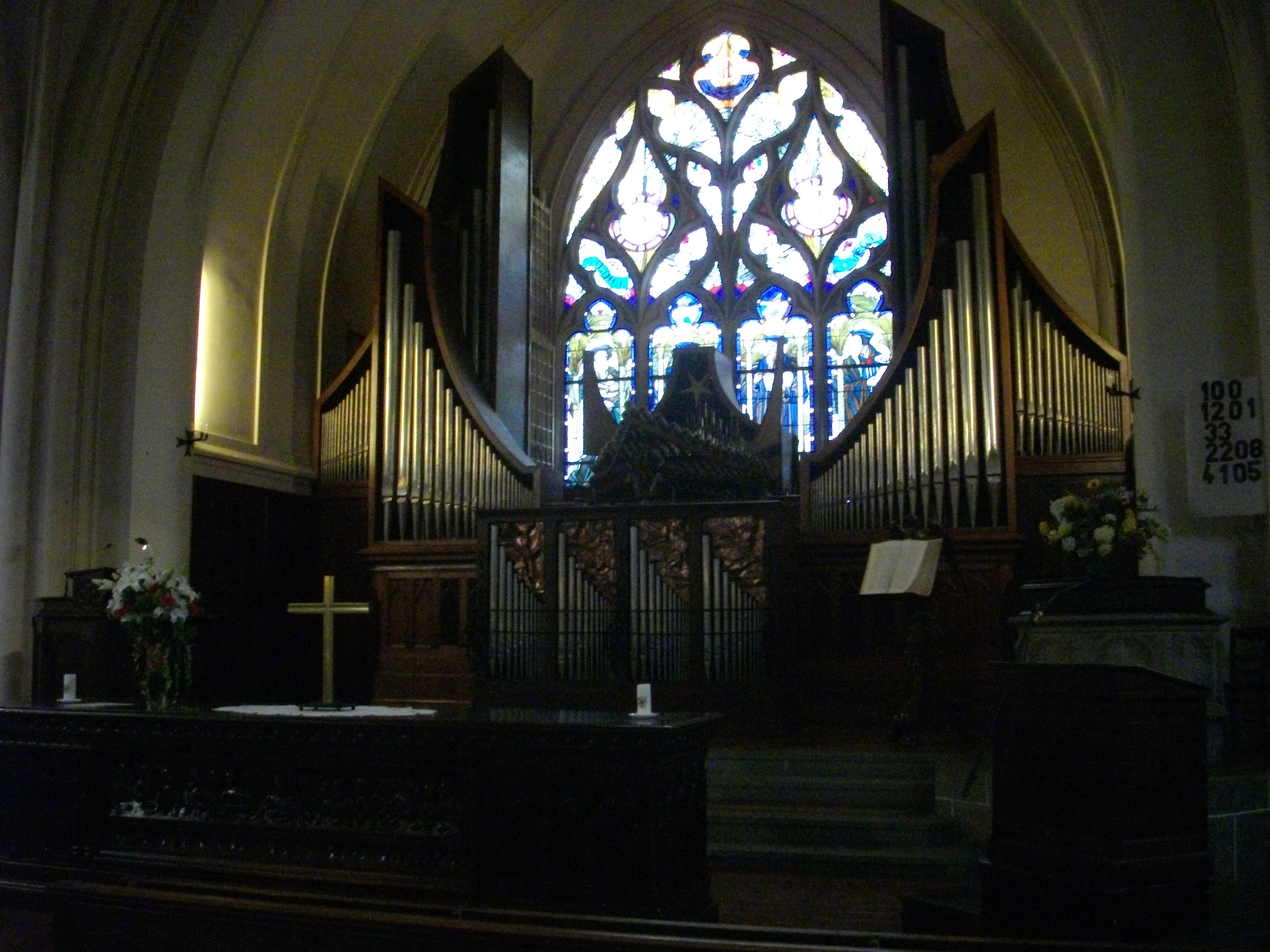
Autel et grand-orgue.
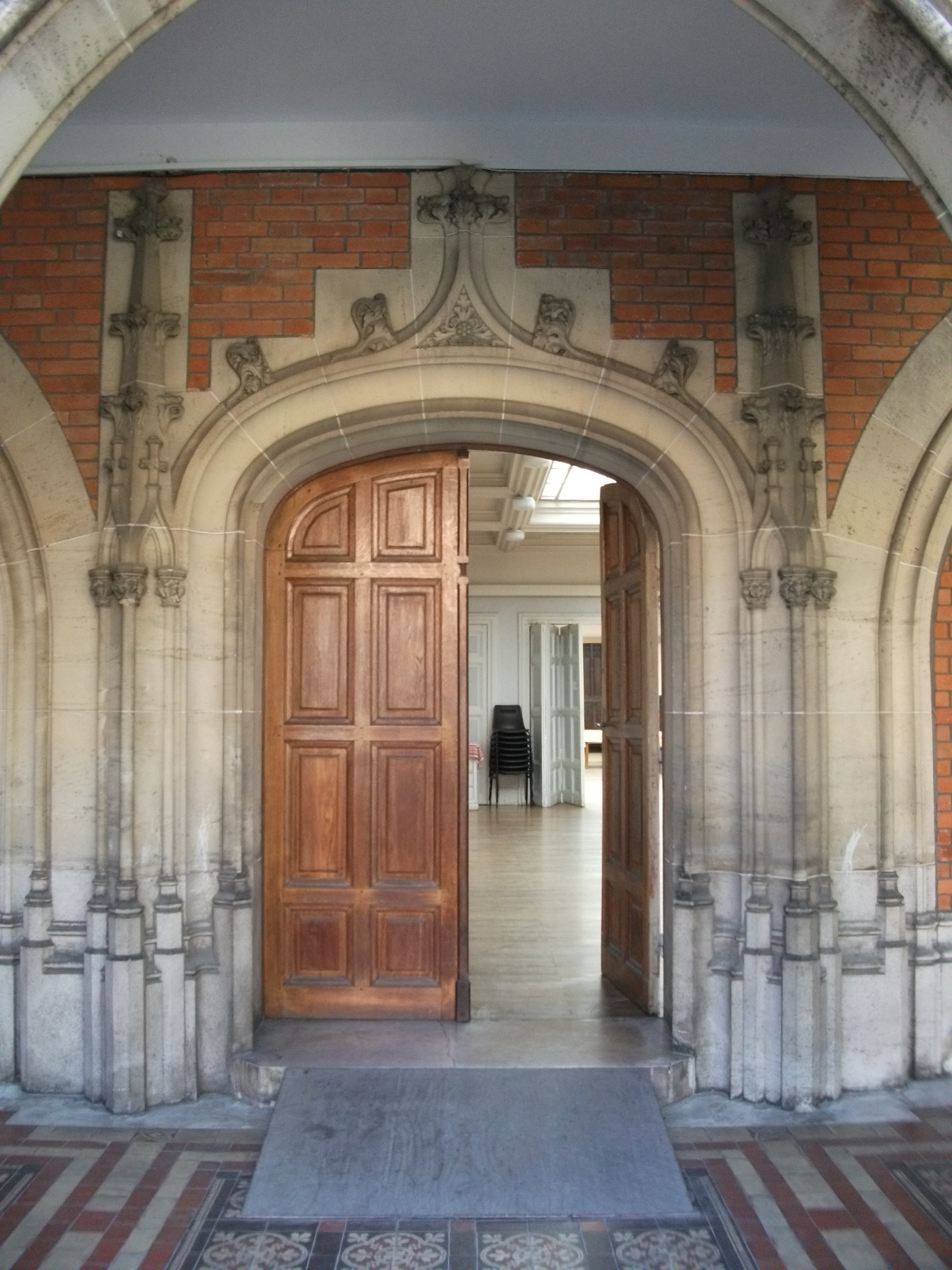
Portail.
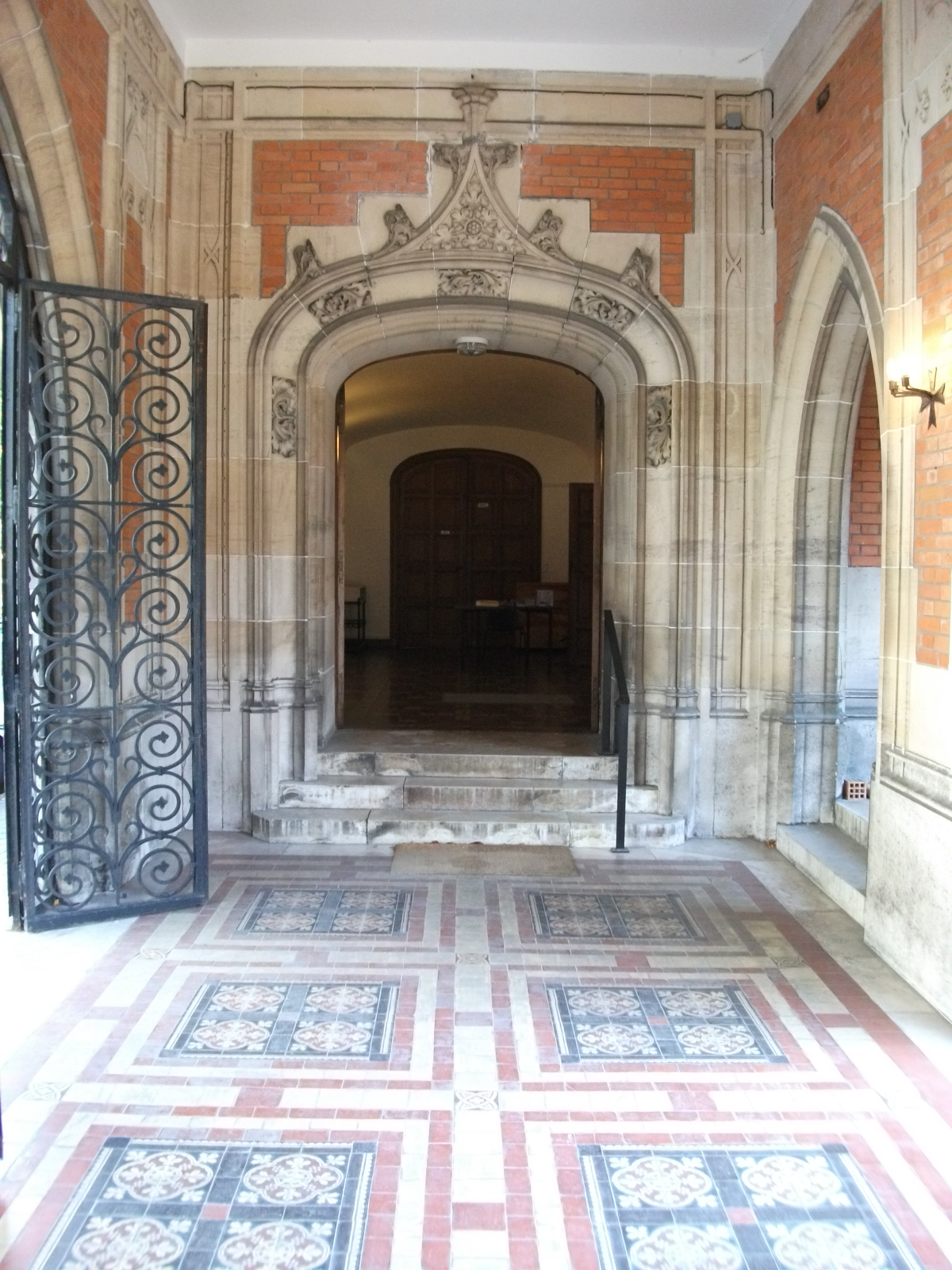
Entrée principale.
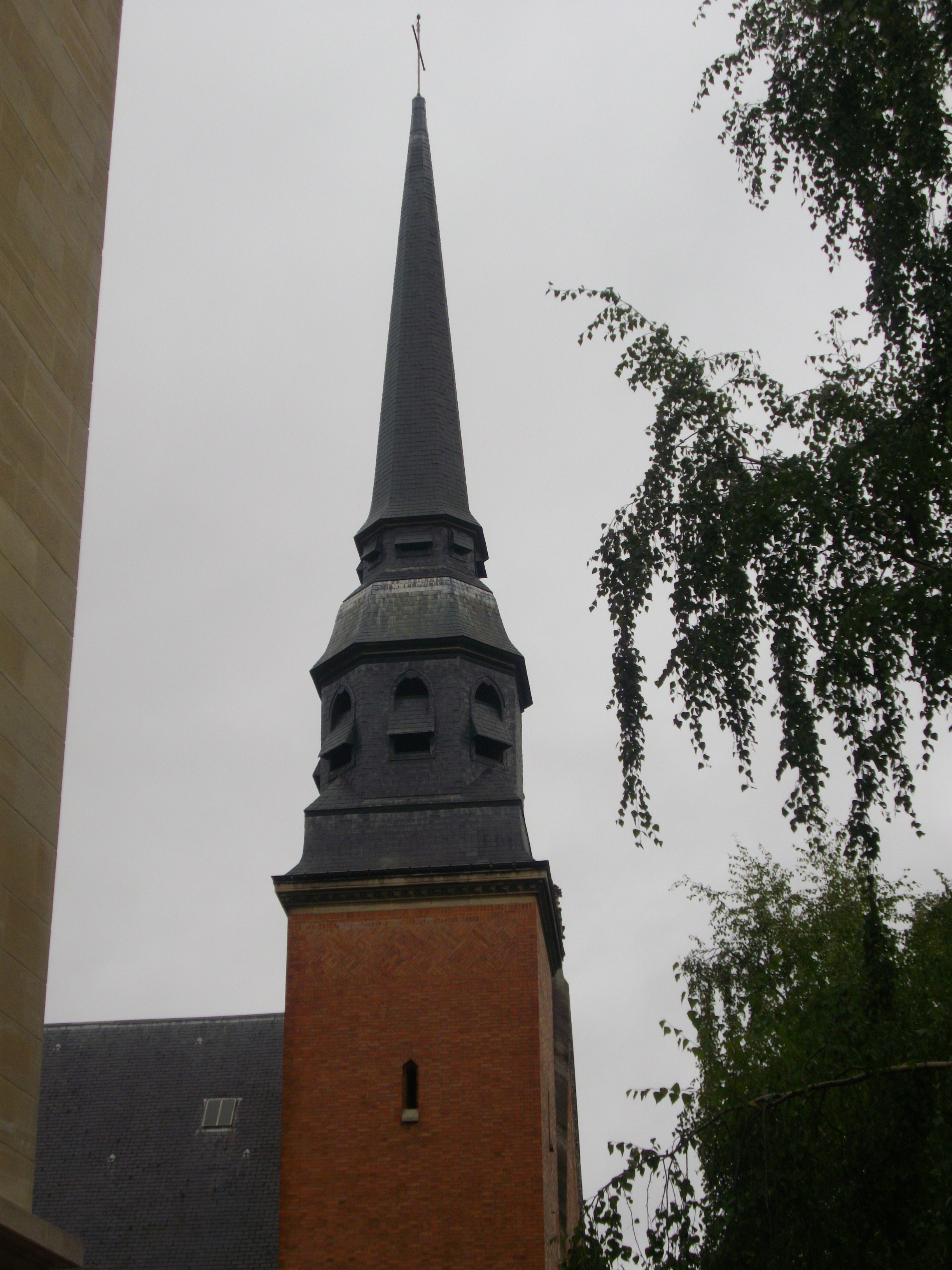
Face sud du clocher.